# دایجیرو تاکاکووا
دایجیرو تاکاکووا (به انگلیسی: Daijiro Takakuwa) بازیکن فوتبال اهل ژاپن و عضو تیم ملی فوتبال ژاپن است که در تاریخ ۲۰ اکتبر ۲۰۰۰ میلادی اولین بازی ملی‌اش را انجام داد. او در ۱ بازی ملی حضور داشت و آخرین بازی ملی خود را در تاریخ ۲۰ اکتبر ۲۰۰۰ میلادی انجام داد. دایجیرو تاکاکووا در بازی‌های ملی‌اش
گلی به ثمر نرساند.